# International Rally Zlatni 1995
Rajd Bułgarii 1995 (26. International Rally Zlatni) – 26. edycja rajdu samochodowego Rajd Bułgarii rozgrywanego w Bułgarii. Rozgrywany był od 12 do 14 maja 1995 roku. Była to dwunasta runda Rajdowych Mistrzostw Europy w roku 1995 (rajd miał najwyższy współczynnik – 20) oraz pierwsza runda Rajdowych Mistrzostw Bułgarii.

## Klasyfikacja rajdu
| Miejsce                          | Kierowca                     | Pilot                        | Samochód                        | Czas                         | Strata                       |                              |
| Klasyfikacja generalna i ERC     | Klasyfikacja generalna i ERC | Klasyfikacja generalna i ERC | Klasyfikacja generalna i ERC    | Klasyfikacja generalna i ERC | Klasyfikacja generalna i ERC | Klasyfikacja generalna i ERC |
| -------------------------------- | ---------------------------- | ---------------------------- | ------------------------------- | ---------------------------- | ---------------------------- | ---------------------------- |
| 1.                               | Enrico Bertone               | Massimo Chiapponi            | Toyota Celica Turbo 4WD (ST185) | 3:33:12                      | 0.0                          |                              |
| 2.                               | Georgi Petrow                | Ivan Tonev                   | Ford Escort RS Cosworth         | 3:36:59                      | +3:47                        |                              |
| 3.                               | Piergiorgio Bedini           | Luca Bonvicini               | Ford Escort RS Cosworth         | 3:42:25                      | +9:13                        |                              |
| 4.                               | Hans Stacey                  | Mark van den Brand           | Mitsubishi Lancer Evo II        | 3:45:59                      | +12:47                       |                              |
| 5.                               | Aurelijus Simaška            | Gediminas Celiešius          | Ford Escort RS Cosworth         | 3:47:03                      | +13:51                       |                              |
| 6.                               | Antonello Fidanza            | Alessandro Mari              | Mitsubishi Lancer Evo II        | 3:48:40                      | +15:28                       |                              |
| 7.                               | Sergio Trevisan              | Gianni Sartori               | Ford Escort RS Cosworth         | 3:55:51                      | +22:39                       |                              |
| 8.                               | Oleksandr Saliuk sr.         | Sergiy Tomchani              | Ford Escort RS Cosworth         | 3:57:01                      | +23:49                       |                              |
| 9.                               | Nejat Avci                   | Berker Sohtorık              | Renault 19 16S                  | 3:58:17                      | +25:05                       |                              |
| 10.                              | Borislav Dimitrov            | Stoiko Valchev               | Ford Escort RS Cosworth         | 3:58:38                      | +25:26                       |                              |
| Klasyfikacja mistrzostw Bułgarii |                              |                              |                                 |                              |                              |                              |
| 1.                               | Georgi Petrow                | Ivan Tonev                   | Ford Escort RS Cosworth         | 3:36:59                      | 0:00                         |                              |
| 2.                               | Borislav Dimitrov            | Stoiko Valchev               | Ford Escort RS Cosworth         | 3:58:38                      | +21:39                       |                              |